# Rebbetzin
Als Rebbetzin (Jiddisch: רביצין) oder auch  bei den Sephardim Rabbanit (Hebräisch: רַבָּנִית; sonst bezeichnet Rabbanit den weiblichen Rabbiner) wird die Ehefrau eines Rabbiners bezeichnet. Im hassidischen Milieu wird der Begriff auch für die Frau eine Rebbes, d. h. des Admors verwendet.
Das Wort beinhaltet Einflüsse von drei verschiedenen Sprachen. Der hebräische Ursprung steckt in rebbe, der slawische Einfluss ist durch das weibliche Suffix „itza“ erkennbar und dazu kommt das jiddische Suffix „in“, ähnlich dem deutschen „in“ in Lehrerin oder Schülerin.
Eine Rebbetzin hat hohes Ansehen in jeder Gemeinde, von Frauen wird sie auch oft um Ratschläge gebeten, vor allem wenn es um halachische Fragen um das weibliche Geschlecht, die Nidda und die Sexualität im Allgemeinen geht. Schon im Mittelalter hatte die Rebbetzin eine solche Stellung, wie ein Brief der Schöndlein, Frau des Isserlein, bezeugt (Siehe auch→ Der Brief der Schöndlein).